# Стрелковцы (Тернопольская область)
Стрелковцы (укр. Стрілківці) — село в Борщёвской городской общине Чортковского района Тернопольской области Украины.
До 2020 года входило в Борщёвский район.
Код КОАТУУ — 6120887701. Население по переписи 2001 года составляло 1035 человек.

## Географическое положение
Село Стрелковцы находится на правом берегу реки Ничлава, выше по течению на расстоянии в 0,5 км расположено село Пищатинцы, ниже по течению на расстоянии в 0,5 км расположено село Королёвка. Через село проходит автомобильная дорога Т-2018.

## История
- 1409 год — первое упоминание о селе.

## Объекты социальной сферы
- Школа.
- Клуб.
- Фельдшерско-акушерский пункт.